# 雞姓
雞姓，是中文姓氏之一。雞姓不屬於《百家姓》，其起源眾說紛紜、尚未得到權威考據，現已非常罕見。

## 起源
截至2010年7月，學術界對雞姓的起源尚未有权威考据。
主流說法均认同雞姓是從奚姓演化而来。常州姓氏文化研究会会长苏慎指出，明朝抗倭將領奚廷拱到广西戰鬥，退出官场後在當地扎根，姓氏後來演变为「鸡」。廣西有村民指出，清朝有奚姓大將因戰敗而被抄家，逃亡後為免遇害而把「奚」的讀音改為「雞」，後來也被寫成了「雞」。另一種說法認為，有姓奚的官員遭到陷害，只好在「奚」旁邊加上「隹」，變成雞姓，以躲避仇家；一個類近的說法指出，有姓奚山東人在戰亂時與人交惡，便在「奚」旁邊加上「鳥」，成為「鷄」，以免仇家找上，後沿用為異體字「雞」。
另外，亦有說法指，广西的雞姓本身是來自壮族姓氏。一些報導提出，雞姓象征吉祥，在唐朝已存在，而且頗為興盛。有說法認為，周朝有官職稱為「鸡人」，後代以此为姓，是雞姓的由來。台灣的鸡家人對雞姓的起源有三個說法：一、雞姓始祖得罪朝廷，避禍時看見樹下的雞群，引發改姓為雞的靈感；二、三國時代有越族人赴廣東佛山墾荒，改姓為雞，作為希望過上豐足生活的許願；三、雞姓起源於笔误，是姬姓錯寫為雞姓而成。

## 現存雞姓
現今，雞姓非常罕见。

### 廣西
據報章推算，雞姓人口最為集中的地方是廣西防城港的县级市東興，當地一帶共有一千多人姓雞。其中，東興江平鎮的村落那漏村有很多人姓雞，但不少雞姓年輕人擔心「雞」字具有貶義色彩，遂選擇改姓或從母姓。截至2017年1月，東興已有三分之一的雞姓人因覺姓氏不雅而改姓奚。東興的鸡姓祖墳位於一座名為「圆蹄牛」的山，每年清明节均有鸡姓族人前往祭祖，最多可達數百人。
防城港的鸡姓人口多數是壮族人。除了防城港外，钦州市、崇左市等廣西市县亦有少量雞姓人口。

### 廣東
广东的雞姓人士甚少。在广东佛山，雞姓是當地「四大古姓」（雞、田、布、老）之一，一度甚為兴盛，人們以务农渔猎為生；其後，佛山逐漸出現了外来姓氏，另外三個古姓仍然广为流传，雞姓卻日渐冷清起來。1985年，中華人民共和國的官方調查顯示，本來的「佛山土著四大姓」已經沒有了雞姓。
根據公安部门的数据，到了2015年年底，佛山市的鸡姓人口只剩下三個婦人，她們分別名為雞二妹、雞美英和雞賢秀，子女皆随夫姓；其中，雞二妹和雞美英是一對年邁的姊妹，後者比前者小15岁，雞賢秀則是兩人的侄女，只比鸡美英小10岁。雞二妹和雞美英是歸國的越南華僑，祖籍廣西防城港；她們的新春習俗有異於其他佛山人，過年時會包長糉，向親友餽贈長糉、大蒜和毛色亮澤的雞，通常會在雙數日拜年，單數日則會與兒孫留在家中。

### 中國大陸其他地區
除廣西和廣東外，现代的上海和云南均有人姓雞。已知，一些地區沒有任何雞姓人口，例如江蘇常州、黑龍江哈尔滨等。

### 台灣
截至2017年1月，台灣只有四人姓雞，他們屬於同一家族；當中雞啟賢生於1991年，另外三人分別是其父親、妹妹和姑媽。雞啟賢的父親名為雞勛昭、祖父名為雞廷昌，祖籍廣東；祖父在第二次國共內戰後隨國民革命軍來台，九二一地震後定居桃園。雞啟賢表示會生兒子，以免雞姓斷絕。

## 延伸阅读
[在维基数据编辑]
 《欽定古今圖書集成·明倫彙編·氏族典·雞姓部》，出自陈梦雷《古今圖書集成》